# جورج بيكر
جورج بيكر (بالفرنسية: Georges Becker )‏ (و. 1905 – 1994 م) هو عالم نبات، وسياسي، من فرنسا، ولد في بلفور، توفي في مونتبليار، عن عمر يناهز 89 عاماً.

## مناصب
تولى منصب عضو الجمعية الوطنية الفرنسية (1958–1967).

## التعليم
تعلم في جامعة ليون، وجامعة فرانش كونتيه ‏.